# Star 80
Star 80 is een Amerikaanse dramafilm uit 1983 onder regie van Bob Fosse.

## Verhaal
Dorothy Stratten krijgt van haar man en impresario Paul Snider de kans om playmate van het jaar te worden. Hij lanceert op die manier de tragische carrière van Stratten. Uiteindelijk wordt ze vermoord door haar man.

## Rolverdeling
| Acteur           | Personage          |
| ---------------- | ------------------ |
| Mariel Hemingway | Dorothy Stratten   |
| Eric Roberts     | Paul Snider        |
| Cliff Robertson  | Hugh Hefner        |
| Carroll Baker    | Moeder van Dorothy |
| Roger Rees       | Aram Nicholas      |
| David Clennon    | Geb                |
| Josh Mostel      | Privédetective     |
| Lisa Gordon      | Eileen             |
| Sidney Miller    | Nachtclubeigenaar  |
| Keith Hefner     | Fotograaf          |
| Tina Willson     | Bobo Weller        |
| Shelly Ingram    | Betty              |
| Sheila Anderson  | Exotische danseres |
| Cis Rundle       | Meg Davis          |
| Kathryn Witt     | Robin              |